# いわき大王製紙
いわき大王製紙株式会社（いわきだいおうせいし）は、福島県いわき市南台に本社を置く製紙会社。新聞用紙やダンボール原紙等を製造している。大王製紙グループ。企業コンセプトは「古紙を最大限に利用する」。

## 事業所
- 本社・工場 - 福島県いわき市南台4-3-6

## 沿革
- 1996年（平成8年）4月 - 設立。
- 1997年（平成9年）9月 - 段ボール原紙生産開始。
  - 11月 - 新聞用紙生産開始。
- 1998年（平成10年）6月 - 古紙100％配合の新聞用紙生産開始。
- 2000年（平成12年）8月 - ISO9001認証取得。
- 2005年（平成17年）7月 - ISO14001認証取得。
- 2007年（平成19年）1月 - ISO27001認証取得。
- 2012年（平成24年）1月 - 大王製紙株式会社の連結子会社から持分法適用関連会社へ異動[3]。

## 関係会社
- 大王製紙株式会社

## 参考・外部リンク
- いわき大王製紙株式会社